# Sommer-Paralympics 2024/Teilnehmer (Refugee Paralympic Team)
| stlisierte Goldmedaille | stlisierte Silbermedaille | stlisierte Bronzemedaille |
| ----------------------- | ------------------------- | ------------------------- |
| —                       | —                         | 2                         |

In das Flüchtlingsteam (englisch Refugee Paralympic Team) wurden für die Paralympischen Spiele 2024 in Paris vom Internationalen Paralympischen Komitee (IPC) acht Athleten aufgenommen, die in sechs Sportarten antreten. Zakia Khudadadi gewann im Taekwondo die erste Medaille für ein paralympisches Flüchtlingsteam. Die zweite gewann Guillaume Junior Atangana im 400-Meter-Lauf.

## Mitglieder der Mannschaft
| Name                      | Heimatland  | Aufnahmeland           | Sportart         | Disziplin    |
| ------------------------- | ----------- | ---------------------- | ---------------- | ------------ |
| Hadi Darvish              | Iran        | Deutschland            | Powerlifting     |              |
| Guillaume Junior Atangana | Kamerun     | Vereinigtes Königreich | Leichtathletik   | 100 m, 400 m |
| Salman Abbariki           | Iran        | Deutschland            | Leichtathletik   | Kugelstoßen  |
| Amelio Castro Grueso      | Kolumbien   | Italien                | Rollstuhlfechten |              |
| Hadi Hassanzada           | Afghanistan | Österreich             | Taekwondo        |              |
| Zakia Khudadadi           | Afghanistan | Frankreich             | Taekwondo        |              |
| Sayed Amir Hossein Pour   | Iran        | Deutschland            | Tischtennis      |              |
| Ibrahim Al Hussein        | Syrien      | Griechenland           | Paratriathlon    |              |

## Teilnehmer nach Sportart

### Leichtathletik
| Athlet                    | Klassifizierung | Wettbewerb  | Vorlauf/Vorkampf | Vorlauf/Vorkampf | Halbfinale | Halbfinale | Finale       | Finale | Rang   |
| Athlet                    | Klassifizierung | Wettbewerb  | Zeit/Weite       | Rang             | Zeit/Weite | Rang       | Zeit/Weite   | Rang   | Rang   |
| ------------------------- | --------------- | ----------- | ---------------- | ---------------- | ---------- | ---------- | ------------ | ------ | ------ |
| Männer                    |                 |             |                  |                  |            |            |              |        |        |
| Guillaume Junior Atangana | T11             | 100 m       |                  |                  |            |            |              |        |        |
| Guillaume Junior Atangana | T11             | 400 m       | 51,95 s          | 3                | 51,03 s    | 2          | 50,89 s (PB) | 3      | Bronze |
| Salman Abbariki           | F34             | Kugelstoßen | —                | —                | —          | —          | 8,92 m       | 9      | 9      |

PB: Persönliche Bestleistung

### Powerlifting (Bankdrücken)
| Athlet       | Wettbewerb       | Gewicht | Rang |
| ------------ | ---------------- | ------- | ---- |
| Männer       |                  |         |      |
| Hadi Darvish | Männer bis 80 kg | 198 kg  | 6    |

### Rollstuhlfechten
| Athlet               | Wettbewerb | Vorrunde      | Vorrunde  | Achtelfinale    | Achtelfinale | Viertelfinale | Viertelfinale | Halbfinale | Halbfinale | Hoffnungsrunde 1 | Hoffnungsrunde 1 | Hoffnungsrunde 2 | Hoffnungsrunde 2 | Kampf um Bronze | Kampf um Bronze | Rang |
| Athlet               | Wettbewerb | Gegner        | Ergebnis  | Gegner          | Ergebnis     | Gegner        | Ergebnis      | Gegner     | Ergebnis   | Gegner           | Ergebnis         | Gegner           | Ergebnis         | Gegner          | Ergebnis        | Rang |
| -------------------- | ---------- | ------------- | --------- | --------------- | ------------ | ------------- | ------------- | ---------- | ---------- | ---------------- | ---------------- | ---------------- | ---------------- | --------------- | --------------- | ---- |
| Männer               |            |               |           |                 |              |               |               |            |            |                  |                  |                  |                  |                 |                 |      |
| Amelio Castro Grueso | Degen (B)  | Hugo Alderete | 0:0 (DNS) | Jovane Guissone | 10:15        | —             | —             | —          | —          | Istvan Tarjanyi  | 15:4             | Daoliang Hu      | 8:15             | —               | —               |      |
| Amelio Castro Grueso | Säbel (B)  | —             | —         | Adrian Castro   | 3:15         | —             | —             | —          | —          | Anton Datkro     | 15:12            | Istvan Tarjanyi  | 6:15             | —               | —               |      |

### Taekwondo
| Athlet          | Wettbewerb    | Achtelfinale              | Achtelfinale | Viertelfinale      | Viertelfinale | Halbfinale | Halbfinale | Hoffnungsrunde  | Hoffnungsrunde | Kampf um Bronze | Kampf um Bronze | Rang   |
| Athlet          | Wettbewerb    | Gegner                    | Ergebnis     | Gegner             | Ergebnis      | Gegner     | Ergebnis   | Gegner          | Ergebnis       | Gegner          | Ergebnis        | Rang   |
| --------------- | ------------- | ------------------------- | ------------ | ------------------ | ------------- | ---------- | ---------- | --------------- | -------------- | --------------- | --------------- | ------ |
| Männer          |               |                           |              |                    |               |            |            |                 |                |                 |                 |        |
| Hadi Hassanzada | bis 80 kg K44 | Allain Keanu Ganapin      | 13:22        | —                  | —             | —          | —          | —               | —              | —               | —               |        |
| Frauen          |               |                           |              |                    |               |            |            |                 |                |                 |                 |        |
| Zakia Khudadadi | bis 47 kg K44 | Lilisbet Rodriguez Rivero | 11:21        | Ziyodakhon Isakova | 3:4           | —          | —          | Nurcihan Ekinci | 9:1            | Naoual Laarif   | zurückgezogen   | Bronze |

### Tischtennis
| Athleten                | Wettbewerb | 1. Runde                | 1. Runde | Achtelfinale  | Achtelfinale  | Viertelfinale | Viertelfinale | Halbfinale    | Halbfinale    | Finale        | Finale        | Rang |
| Athleten                | Wettbewerb | Gegner                  | Erg.     | Gegner        | Erg.          | Gegner        | Erg.          | Gegner        | Erg.          | Gegner        | Erg.          | Rang |
| ----------------------- | ---------- | ----------------------- | -------- | ------------- | ------------- | ------------- | ------------- | ------------- | ------------- | ------------- | ------------- | ---- |
| Männer                  |            |                         |          |               |               |               |               |               |               |               |               |      |
| Sayed Amir Hossein Pour | Einzel C8  | P. Wangphonphathanasiri | 0:3      | ausgeschieden | ausgeschieden | ausgeschieden | ausgeschieden | ausgeschieden | ausgeschieden | ausgeschieden | ausgeschieden |      |

### Triathlon
| Athleten           | Klassifizierung | Zeit      | Rang |
| ------------------ | --------------- | --------- | ---- |
| Ibrahim Al Hussein | PTS3            | 1:09:52 h | 6    |